# Benestad (Skåne län)
Benestad is een plaats in de gemeente Tomelilla in het Zweedse landschap Skåne en de provincie Skåne län. De plaats heeft 54 inwoners (2005) en een oppervlakte van 11 hectare. Benestad wordt vrijwel geheel omringd door landbouwgrond (voornamelijk akkers), maar een paar honderd meter van Benestad ligt een bebost en heuvelachtiggebied, dat natuurreservaat is. In de plaats ligt de kerk Benestads kyrka de oudste delen van deze kerk stammen uit de 12de eeuw. De plaats Tomelilla ligt zo'n vijf kilometer ten noordoosten van het dorp.
Tomelilla · Brösarp · Onslunda · Smedstorp · Lunnarp · Spjutstorp · Eljaröd · Ramsåsa · Benestad · Andrarum